# Kurt Lüer
Kurt Friedrich Georg Lüer (* 1. April 1863 in Bruchhausen bei Hoya; † 12. März 1946 in Sigmaringen) war ein deutscher Apotheker, Straßenbauer, Teer-Chemiker und Erfinder. Er gilt als „Initiator des Teer- und Asphalt-Straßenbaues auf den deutschen Landstraßen“.

## Leben

### Familie
Kurt Lüer war der Bruder von Otto Lüer und von Hermann Lüer sowie Sohn des Aktuars Georg Christian Ludwig Lüer und der Sophie Caroline Marie, geborene Jansen. 1889 heiratete er in Vilsen Helene, die Tochter des dort tätigen Rentmeisters Gustav Friedrich Otto Sievers und der Anna Wilhelmine Eleonore, geborene Herbst. Sein Sohn war Hans Lüer.

### Werdegang
Geboren noch im Königreich Hannover, durchlief Kurt Lüer eine Ausbildung sowie ein Studium der Pharmazie an der Albert-Ludwigs-Universität Freiburg. Seit 1885 gehörte er der Freiburger Burschenschaft Alemannia an. Er betrieb nach dem Examen zunächst eine Apotheke in Wittingen bei Gifhorn, dann in Berlin-Charlottenburg. Als Pharmazeut kannte er die aus Bitumen und gewonnenen Teerpräparate (Heilmittel) wie etwa das Ichthyol. Kurz nach der Wende zum 20. Jahrhundert nahm er Kenntnis der Aktivitäten des Schweizer Arztes Ernest Guglielminetti, „der zur Entstaubung der Straßen 1902 in Monte Carlo die ersten 40 Meter Straßenteer verlegt hatte“, und begann nun mit eigenen Forschungen zum Straßenbau. 1905 übernahm er das Teer-Makadam-Verfahren und baute „er nach dem Verfahren des Schweizers Heinrich Aeberli“ bereits ab 1906 bis 1914 Straßenbeläge mit Rohteer an mehreren Orten des Deutschen Kaiserreichs. Dabei erkannte er weiteren Forschungsbedarf für eine verbesserte Verwendung von Rohteer, Teerpech aus Steinkohle und hochsiedendem Teeröl als Straßenteer. Unterdessen hatte er 1912 in Berlin die Aeberli-Teer-Makadam-Gesellschaft gegründet, die er später nach Hannover verlegte und in die Idera-Gesellschaft umwandelte.
Nach Unterbrechung durch den Ersten Weltkrieg – zu Beginn der Weimarer Republik war der Straßenbau in anderen Ländern bereits fortgeschrittener – wollte Kurt Lüer nun selbst „preisgünstige Straßenbauweisen [...] entwickeln, die die rückständigen Verkehrsverhältnisse auf den deutschen Landstraßen überwinden“ helfen sollten. Für sein Vorhaben konnte Lüer 1918 die Gesellschaft für Teerverwertung in Duisburg-Meiderich gewinnen, und gründete, gemeinsam mit Adolf Spilker, die Gesellschaft für Teerstraßenbau mbH Hannover, deren Geschäftsführung er übernahm. Mit bescheidenen Mitteln entwickelte Lüer nun einen für den Straßenbau geeigneten Teer und die für dessen Verlegung zugehörigen Maschinen: „Nachdem er das Verhältnis von Bindemittelmenge und Hohlräumen im Gesteinsgerüst als wichtig für Güte und Lebensdauer hohlraumarmer Bitumen-Deckschichten erkannt hatte“, „stimmte er den Bindemittelzusatz und den Kornaufbau des Mineralgemischs […] so aufeinander ab, daß in der Decke auch unter Belastung noch genügend viele Hohlräume verblieben.“ Durch die Entwicklung neuer Teere und neuer Einbauverfahren erfand Lüer so schließlich die Teersand-Verschleißschicht für den Straßenbau.
Noch im Jahr der Gründung der Studiengesellschaft für Automobilstraßenbau 1924 trat Kurt Lüer der Gesellschaft bei und bildete im Folgejahr in ihr die Arbeitsausschüsse Teerstraßen und Straßenmaschinen.
Kurt Lüer starb in Sigmaringen wenige Monate nach dem Ende des Zweiten Weltkrieges.

## Schriften
- Zur Entwickelungsgeschichte des Teerstraßenbaues in Deutschland. M. Boerner, Halle (Saale) 1931, DNB 574924094.

## Ehrungen
- 1935 wurde Kurt Lüer zum Ehrensenator der TH Breslau ernannt.[3]
- 1963, anlässlich des 100sten Geburtstages von Kurt Lüer, gründete die spätere als Forschungsgesellschaft für Straßen- und Verkehrswesen bezeichnete Organisation zur Förderung von Lösungen von Forschungsaufgaben die Lüer-Stiftung. Diese verleiht seitdem im unregelmäßigen Jahresrhythmus die Lüer-Nadel an verdiente Persönlichkeiten, „die hervorragende Arbeiten auf dem Gebiet des bituminösen Straßenbaues“ geleistet haben. Bis Ende 2018 erhielten 51 deutsche Persönlichkeiten und ein österreichischer Forscher die Nadel.[6][1][7][8]